# Leptomitus
Leptomitus  (WALCOTT, 1886) è un genere fossile di spugne cornee del Cambriano inferiore-medio, rinvenuto principalmente nelle formazioni geologiche della Cina (Yunnan), del Canada (Columbia Britannica) e degli U.S.A. (Utah).

## Descrizione
Erano spugne marine di forma cilindrica-tubulare, molto allungate con la base assottigliata e osculo piccolo.
La parete dermale era costituita da un doppio strato di spicole monoassone arrangiate in fasci verticali esterni e in fasci orizzontali interni, perpendicolari tra loro, formanti un reticolo a maglie quadrate.